# Goerodes khasianus
Goerodes khasianus är en nattsländeart som beskrevs av Martin E. Mosely 1949. Goerodes khasianus ingår i släktet Goerodes och familjen kantrörsnattsländor. Inga underarter finns listade i Catalogue of Life.